# Samut Songkhram
Samut Songkhram (in Thai สมุทรสงคราม) ist die Hauptstadt des Landkreises (Amphoe) Mueang Samut Songkhram und der Provinz Samut Songkhram. Die Provinz Samut Songkhram liegt in der Zentralregion von Thailand.

## Geschichte
Von 1832 bis 1833 baute Prinz Kromakhun Itsaretrangsan (Chuthamani) ein Fort bei Samut Songkhram.
In der heutigen Tambon Bang Chakreng wurde 1848/49 ein neues, größeres Fort errichtet.

## Geographie
Samut Songkhram liegt in der westlichen Zentralregion am Mae Nam Mae Klong (Mae-Klong-Fluss), der hier auch in den Golf von Thailand mündet. Die Entfernung zur Hauptstadt Bangkok beträgt etwa 70 Kilometer.

## Wirtschaft und Verkehr
Hauptprodukt der Umgebung ist seit Jahrhunderten das Salz, das aus den vielen Verdunstungsseen gewonnen wird. Daneben wird auf den großen Plantagen Obst geerntet, insbesondere Litschi. An der Küste züchtet man Langusten und andere Meeresfrüchte.
Nördlich von Samut Songkhram liegt Damnoen Saduak mit einem der letzten verbliebenen Schwimmenden Märkte in Thailand. Dieser Markt liegt bereits in der Provinz Ratchaburi.
Samut Songkhram ist über die Bahnstrecke Thonburi–Samut Songkhram mit Thonburi in Bangkok verbunden, wobei der Tha Chin bei dieser Verbindung mit einer Personenfähre gekreuzt werden muss.

## Sehenswürdigkeiten
- Schwimmende Märkte – nördlich von Samut Songkhram kann man das ursprüngliche Leben dieser Handelsplätze kennenlernen.
- Maeklong Railway Market – Markt auf aktiven Gleisen.

## Persönlichkeiten
- Pisansin Za-in (* 1983), Fußballspieler